# Paroxismos
Paroxismos é o segundo álbum de estúdio do duo Gorduratrans, lançado em 23 de junho de 2017 pela gravadora Balaclava Records.

## Antecedentes
A banda possuía contrato com a gravadora Bichano Records até 2016, quando o selo encerrou suas atividades. No início de 2017, Gorduratrans assinou com a Balaclava para lançar Paroxismos.

## Gravação e produção
Para realizar a produção e gravação do álbum, a banda Gorduratrans fez uma pausa em sua agenda de shows e outras atividades. Paroxismos teve algumas partes gravadas de forma caseira e outras no estúdio da Cosmoplano Records, no Rio de Janeiro.
Produzido no início de 2017, Paroxismos apresenta faixas mais variadas que seu antecessor, Repertório Infindável de Dolorosas Piadas, divididas entre dinâmicas leves e pesadas, além de experimentais. Mais completo e plural que o álbum de estreia.
Felipe Aguiar, guitarrista e vocalista do duo, reconhece que a banda amadureceu em relação ao primeiro disco e pôde produzir Paroxismos com mais tempo, estudo e recursos. "Paroxismos é um disco mais denso, melhor estruturado, feito com mais calma”, afirmou em entrevista ao site Vírgula.
O disco contou também com um álbum visual para sua promoção, produzido pelo cineasta e amigo da banda Gabriel Papaléo e lançado pela produtora Epiderme Filmes. “Nós estudávamos na mesma universidade e ele me procurou para contar o esboço da ideia, deu detalhes e possibilidades de execução. Quando começamos a conversar, ele já havia pensado em algumas ideias de roteiro, de estética, e dessa maneira a coisa foi tomando forma”, conta Luiz Felipe.
Entre as principais influências do álbum estão o disco Spiderland, da banda Slint e o álbum Lado Turvo, Lugares Inquietos do grupo cearense Máquinas. 

## Turnê e recepção
Para promover o álbum, a dupla realizou uma turnê pelas regiões Sudeste, Nordeste e Centro-Oeste do Brasil.
O site de mídia Tenho Mais Discos Que Amigos! comentou que o trabalho: "traz mais maturidade no som e flerta cada vez mais com o noise, mesclando a parede de som característica do shoegaze com letras de cunho pessoal". O site de música Tracklist listou o álbum na posição 8ª de "Os 10 melhores discos nacionais de 2017", além de falar que: "O álbum está bem carregado, cheio de faixas melancólicas e interessantes da banda. A dupla carioca tem como marca esse estilo denso de composição das canções e faz com que a famosa e cômica frase “não existe nada melhor que músicas feitas por jovens cansados e decepcionados com a vida” faça bastante sentido".
A revista Rolling Stone comentou que: "A estrutura das canções de Paroxismos mantém a identidade criada pelo Gorduratrans: ritmos dinâmicos e riffs simultaneamente sujos e viajados, conversando com a fatia mais barulhenta do shoegaze. As letras de cunho pessoal e a angústia que permeia todo o som continuam dando as cartas, assim como os vocais arrastados, parcialmente escondidos atrás do “muro” de ruído". O site Música Instantânea disse que: "Diferente do trabalho anterior, Paroxismos se distância de melodias complexas para se concentrar na formação de um som homogêneo, como fragmentos de uma imensa e ruidosa composição. São ambientações sujas, naturalmente íntimas do rock alternativo no começo dos anos 1990, conceito sutilmente rompido na semi-acústica Outra Vez, faixa de encerramento do trabalho. Um material propositadamente caótico, por vezes intransponível".

## Faixas
Todas as faixas escritas e compostas por Felipe Aguiar e Luiz Felipe Marinho. 
| N.º            | Título                                                                         | Duração |  |
| 1.             | "7 Segundos"                                                                   | 6:44    |  |
| 2.             | "Vejo Fantasmas em Seus Olhos"                                                 | 4:19    |  |
| 3.             | "Problemas Psicológicos Se Tornam Físicos (O Homem Mais Forte Que Eu Conheço)" | 5:10    |  |
| 4.             | "Fotocópia (feat. Cássio Figueiredo)"                                          | 2:12    |  |
| 5.             | "Quando Boas Lembranças Se Tornam Uma Tortura"                                 | 2:44    |  |
| 6.             | "Um Samba Sobre a Minha Cova"                                                  | 3:49    |  |
| 7.             | "Linha Tênue"                                                                  | 6:01    |  |
| 8.             | "Raso Demais"                                                                  | 3:39    |  |
| 9.             | "Outra Vez"                                                                    | 3:16    |  |
| Duração total: | Duração total:                                                                 | 45:02   |  |

## Ficha técnica
- Felipe Aguiar - Vocal, guitarra

- Luiz Felipe Marinho - Vocal, bateria